# Sedimentologija
Sedimentologija je geološka disciplina koja obuhvaća praćenje, modeliranje i opisivanje različitih sedimentacijskih procesa i njihovih sedimenata na zemljinoj površini i u dubini. Ti su sedimetni istaloženi u proteklim geološkim razdobljima, kao i recentnim procesima.
Sedimentne ili taložne stijene, odnosno kraće sedimenti, obuhvaćaju stijene različitog ishodišnog materijala, taložnih okoliša i sastava. Jedne od najčešćih i u Hrvatskoj sigurno najpoznatijih sedimentnih stijena su karbonati, od čijih brojnih varijeteta je sastavljen veliki dio naše obale i podmorja. Kod karbonata ishodišni materijal je biogenog podrijetla i sastoji se od brojnih živih organizama, koji svojom masom kroz duže geološko razdoblje stvaraju ogromne mase sedimenata. Kasnijom kompakcijom nastaju karbonatne stijene, vapnenci i dolomiti.
Također, sedimetne stijene mogu nastati od svih klastičnih materijala koji su trošenjem npr. gorja poput Alpa postali izvor za prenošenje brojnim mehanizmima do sedimenatacijkog ili taložnog okoliša. Spomenute Alpe i brojne gore uzdignute dan-danas u panonskom dijelu Hrvatske zaista jesu u geološkoj prošlosti predstavljale izvor materijale taloženog u današnjim područjima rijeka Save, Drave, Mure i drugim (v. regionalna geologija). U to vrijeme naravno nije bilo tih rijeka, ali su postojali geotektonski elementi koji se te prostore oblikovali kao marinska ili jezerska spuštena područja (depresije) u kojima se taložio klastični materijal, uglavnom od geološkog razdoblja badena[nedostaje izvor] do kraja ponta[nedostaje izvor] (cca. 16,5-5,0 mil. god. pr. K).
Mehanizmi transporta takvih klastita mogu se predstaviti mehanizmima koje naravno srećemo i danas, a to su podmorski (jezerski) turbiditni tokovi, mehanizmi aluvijalnih lepezi, te riječnih meandara i delti.

## Vanjske poveznice

### Ostali projekti
|  | Zajednički poslužitelj ima stranicu o temi Sedimenti          |
|  | Zajednički poslužitelj ima još gradiva o temi Sedimentologija |